# بيتر مارتي
بيتر مارتي هو لاعب كرة قدم سويسري في مركز الهجوم، ولد في 12 يوليو 1952 في لانجينثال ‏ في سويسرا. شارك مع منتخب سويسرا لكرة القدم. أما مع النوادي، فقد لعب مع نادي آراو ونادي بازل ونادي زيورخ ويانغ بويز.

## وصلات خارجية
- بيتر مارتي على موقع قاعدة بيانات كرة القدم.إي يو (الإنجليزية)
- بيتر مارتي على موقع ناشيونال فوتبول تيمز (الإنجليزية)
- بيتر مارتي على موقع عالم كرة القدم.نت (الإنجليزية)